# Zlatko Tripić
Zlatko Tripić (Rijeka, Croacia; 2 de diciembre de 1992) es un futbolista croata. Su posición es mediocampista y actualmente es jugador del Viking FK de la Eliteserien de Noruega.

## Carrera

### Göztepe SK
El 3 de mayo de 2021 se hace oficial la rescisión de su contrato con el club turco.

### Viking FK
El 7 de mayo de 2021 se hace oficial su retorno al Viking FK firmando un contrato hasta 2025.

## Estadísticas

### Clubes
Actualizado al último partido jugado el 11 de junio de 2023.
| Molde FK · Noruega | 1.ª                 | 2011                | 9   | 1  | 1  | 0 | -  | - | 10  | 1  | 0.10 |
| Molde FK · Noruega | 1.ª                 | 2012                | 12  | 0  | 2  | 0 | 2  | 0 | 16  | 0  | 0.00 |
| Molde FK · Noruega | 1.ª                 | 2013                | 18  | 2  | 3  | 1 | 6  | 0 | 27  | 3  | 0.11 |
| Molde FK · Noruega | Total               | Total               | 39  | 3  | 6  | 1 | 8  | 0 | 53  | 4  | 0.08 |
| Fredrikstad FK · Noruega                                                                                              | 1.ª                 | 2012                | 10  | 1  | -  | - | -  | - | 10  | 1  | 0.10 |
| Fredrikstad FK · Noruega                                                                                              | Total               | Total               | 10  | 1  | 0  | 0 | 0  | 0 | 10  | 1  | 0.10 |
| IK Start · Noruega | 1.ª                 | 2014                | 28  | 6  | 2  | 0 | -  | - | 30  | 6  | 0.20 |
| IK Start · Noruega | Total               | Total               | 28  | 6  | 2  | 0 | 0  | 0 | 30  | 6  | 0.20 |
| Greuther Fürth · Alemania                                                                                             | 2.ª                 | 2014-15             | 9   | 0  | -  | - | -  | - | 9   | 0  | 0.00 |
| Greuther Fürth · Alemania                                                                                             | 2.ª                 | 2015-16             | 14  | 0  | 1  | 0 | -  | - | 15  | 0  | 0.00 |
| Greuther Fürth · Alemania                                                                                             | 2.ª                 | 2016-17             | 13  | 1  | 2  | 1 | -  | - | 15  | 2  | 0.13 |
| Greuther Fürth · Alemania                                                                                             | Total               | Total               | 36  | 1  | 3  | 1 | 0  | 0 | 39  | 2  | 0.05 |
| FC Sheriff Tiraspol Moldavia                                                                                          | 1.ª                 | 2017                | 5   | 0  | -  | - | 3  | 0 | 8   | 0  | 0.00 |
| FC Sheriff Tiraspol Moldavia                                                                                          | Total               | Total               | 5   | 0  | 0  | 0 | 3  | 0 | 8   | 0  | 0.00 |
| Viking FK · Noruega                                                                                                   | 2.ª                 | 2018                | 25  | 7  | -  | - | -  | - | 25  | 7  | 0.28 |
| Viking FK · Noruega                                                                                                   | 1.ª                 | 2019                | 24  | 5  | 5  | 1 | -  | - | 29  | 6  | 0.21 |
| Viking FK · Noruega                                                                                                   | 1.ª                 | 2021                | 23  | 7  | 1  | 1 | -  | - | 24  | 8  | 0.42 |
| Viking FK · Noruega                                                                                                   | 1.ª                 | 2022                | 20  | 5  | 4  | 1 | 6  | 2 | 30  | 8  | 0.27 |
| Viking FK · Noruega                                                                                                   | 1.ª                 | 2023                | 10  | 4  | 3  | 2 | -  | - | 13  | 6  | 0.46 |
| Viking FK · Noruega                                                                                                   | Total               | Total               | 102 | 28 | 13 | 5 | 6  | 2 | 121 | 35 | 0.29 |
| Göztepe S. K. Turquía                                                                                                 | 1.ª                 | 2019-20             | 11  | 0  | 1  | 1 | -  | - | 12  | 1  | 0.08 |
| Göztepe S. K. Turquía                                                                                                 | 1.ª                 | 2020-21             | 31  | 3  | 2  | 0 | -  | - | 33  | 3  | 0.08 |
| Göztepe S. K. Turquía                                                                                                 | Total               | Total               | 42  | 3  | 3  | 1 | 0  | 0 | 45  | 4  | 0.13 |
| Total en su carrera                                                                                                   | Total en su carrera | Total en su carrera | 262 | 42 | 27 | 8 | 17 | 2 | 306 | 52 | 0.13 |
| (1) Incluye datos de Copa de Noruega, Copa de Alemania y Copa de Turquía. (2) No incluye goles en partidos amistosos. |                     |                     |     |    |    |   |    |   |     |    |      |

## Palmarés

### Títulos nacionales
| Título           | Club                | País     | Año  |
| ---------------- | ------------------- | -------- | ---- |
| Eliteserien      | Molde FK            | Noruega  | 2011 |
| Eliteserien      | Molde FK            | Noruega  | 2012 |
| Copa de Noruega  | Molde FK            | Noruega  | 2013 |
| Copa de Moldavia | FC Sheriff Tiraspol | Moldavia | 2017 |
| Copa de Noruega  | Viking FK           | Noruega  | 2019 |